# Che’Nelle
Che’Nelle (jap. シェネル), właśc. Cheryline Lim (ur. 10 marca 1983) – japońska piosenkarka i producentka muzyczna pochodząca z Malezji wykonująca muzykę R&B. Artystka tworzy muzykę głównie w języku japońskim i angielskim dla japońskiej i australijskiej publiczności, a inspiracje czerpie od artystów takich jak Beyonce, Namie Amuro, Koda Kumi, Mary J. Blige czy Pitbull.

## Dyskografia

### Albumy
| Rok  | Album | Pozycje na listach |
| Rok  | Album | Japonia            |
| ---- | --- | ------------------ |
| 2007 | Things Happen for a Reason - Pierwszy album studyjny - Wydany: 25 września 2007 - Formaty: CD, digital download | 12                 |
| 2010 | Feel Good - Drugi album studyjny - Wydany: 2010 - Formaty: CD, digital download                                 | 41                 |
| 2012 | Believe (ビリーヴ)                                                                                              | 3                  |
| 2013 | Aishiteru (アイシテル)                                                                                          | 5                  |
| 2015 | @chenelleworld (シェネル・ワールド)                                                                             | 10                 |
| 2017 | Destiny | 29                 |
| 2017 | Metamorphosis                                                                                                   | –                  |

### Single
| Rok  | Tytuł                                | Pozycje na listach | Pozycje na listach | Pozycje na listach | Pozycje na listach | Pozycje na listach | Pozycje na listach | Pozycje na listach | Album                               |
| Rok  | Tytuł                                | Stany Zjednoczone  | Wielka Brytania    | Japonia            | Australia          | Szwajcaria         | Rumunia            | Francja            | Album                               |
| ---- | ------------------------------------ | ------------------ | ------------------ | ------------------ | ------------------ | ------------------ | ------------------ | ------------------ | ----------------------------------- |
| 2006 | Teach Me How to Dance                | –                  | –                  | –                  | –                  | –                  | –                  | –                  | –                                   |
| 2007 | I Fell in Love with the DJ           | 98                 | 36                 | 4                  | 62                 | 47                 | 11                 | 30                 | Things Happen for a Reason          |
| 2007 | Hurry Up                             | 76                 | 43                 | 15                 | 81                 | 67                 | 83                 | 62                 | Things Happen for a Reason          |
| 2008 | First Love                           | –                  | –                  | 59                 | –                  | –                  | –                  | –                  | Things Happen for a Reason          |
| 2009 | Razor/Stronger (feat. Colby O’Donis) | –                  | –                  | –                  | –                  | –                  | –                  | –                  | Things Happen for a Reason          |
| 2010 | Feel Good                            | –                  | –                  | 23                 | –                  | –                  | –                  | –                  | Feel Good                           |
| 2010 | Missing                              | –                  | –                  | –                  | –                  | –                  | –                  | –                  | Feel Good                           |
| 2012 | Story (ストーリー)                   |                    |                    | 15                 |                    |                    |                    |                    | Believe (ビリーヴ)                  |
| 2014 | Happiness                            |                    |                    |                    |                    |                    |                    |                    | @chenelleworld (シェネル・ワールド) |
| 2017 | Destiny                              |                    |                    |                    |                    |                    |                    |                    | Destiny                             |
| 2023 | I AM                                 |                    |                    |                    |                    |                    |                    |                    |                                     |
| 2024 | SOS                                  |                    |                    |                    |                    |                    |                    |                    |                                     |